# Lotnisko Progar
Lotnisko Progar (IATA: PGB, ICAO: LYPB) – lotnisko położone we wsi Progar (gmina Surčin, Serbia). Używane jest do celów rolniczych.